# Munida macrobrachia
Munida macrobrachia is een tienpotigensoort uit de familie van de Munididae. De wetenschappelijke naam van de soort is voor het eerst geldig gepubliceerd in 2003 door Hendrickx.